# Zuberský vrch
Zuberský vrch, též místně Zuberský kopec, je vyvýšenina georeliéfu s vrcholem dle vrstevnicové mapy v nadmořské výšce 650,5 m  v krajinné oblasti Železných hor, v jihovýchodní části pohoří (Sečská vrchovina), v rámci administrativně správním na katastrálním území Trhová Kamenice v okrese Chrudim, náležejícím do Pardubického kraje na území České republiky.
Vrch (kopec) ve vrcholové části tvoří hornina biotitický migmatit až hybridní granodiorit, východní úpatí hřbetu nad řekou Chrudimkou hornina granodiorit a v západním směru migmatitizovaná rula až migmatit, horniny náležejí do soustavy Český masiv – krystalinikum a prevariské paleozoikum. V rozsahu celé plochy je kopec součástí Chráněné krajinné oblasti Železné hory v severní oblasti Českomoravské vrchoviny.
Česká státní trigonometrická síť uvádí zaměřený trigonometrický bod s názvem U kapličky Zubří a geodetickým označníkem s nivelací 650,16 m n. m. (č. 46 triangulačního listu 2424), žulový terénní patník se nachází v zalesněné vrcholové části na katastrálním území Trhová Kamenice.

## Geografie

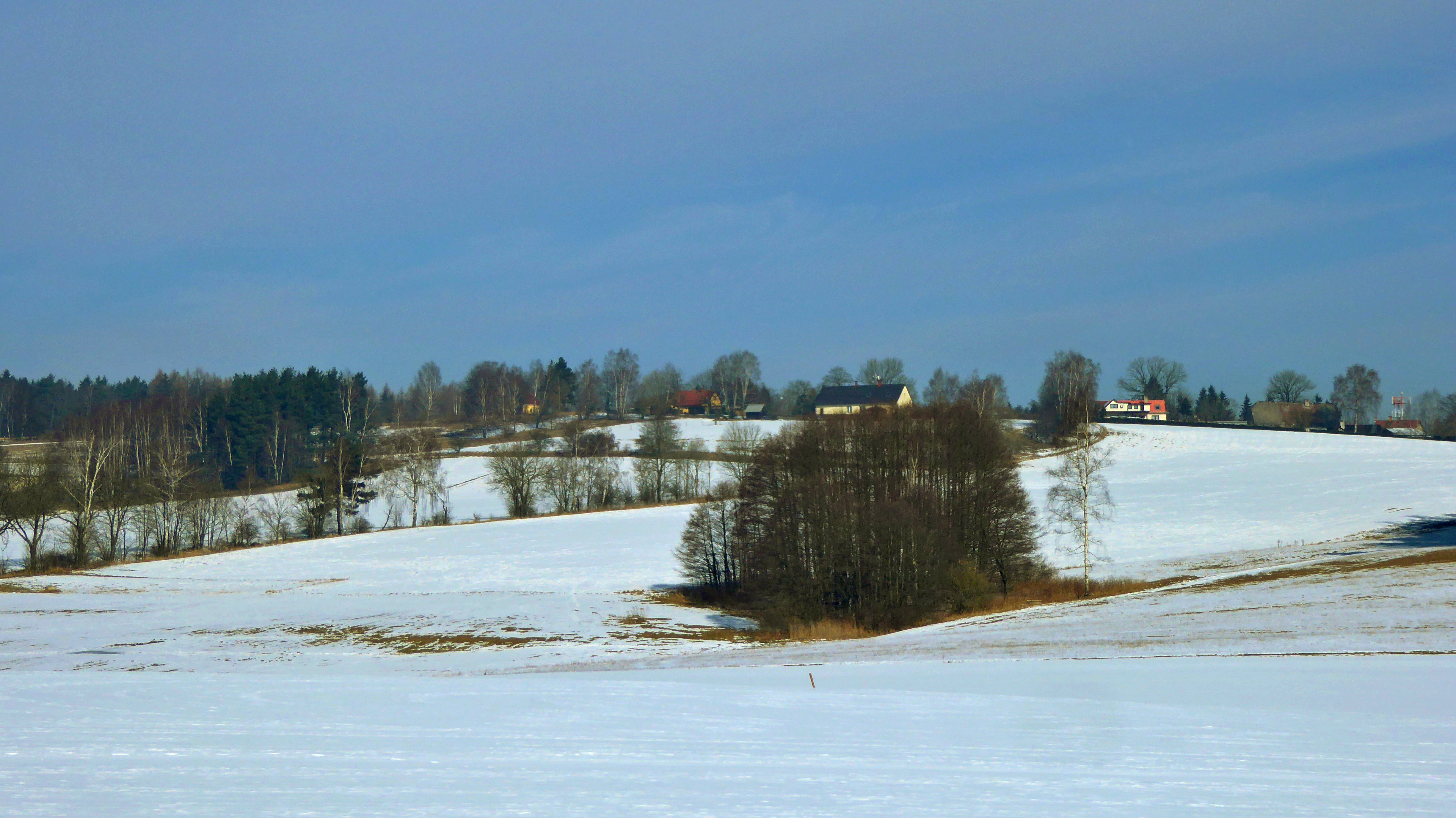
Zuberský vrch s částí zástavby vesničky Zubří, pohled od jihu, ze silnice nad vesnicí Možděnice (vlevo k vrcholu polní cesta)

Zuberský kopec je s nadmořskou výškou 650,5 m jeden z nejvyšších vrcholů v Železných horách, nachází se v jejich jihovýchodní části nazvané Sečská vrchovina.
Samotný plochý vrchol, částečně v zalesněné lokalitě, leží jihozápadně (246°) od centra městyse Trhová Kamenice, přibližně 1,8 km od věže kostela sv. Filipa a Jakuba a 290 m severozápadně (310°) od kaple sv. Jana Nepomuckého, postavené počátkem 18. století (1704 –1705) na vyvýšenině terénu v nadmořské výšce 644 m nad vesničkou Zubří (část městyse Trhová Kamenice).
Lokalita kolem kaple a vrcholu je rozhledové místo.
Na jihovýchodním svahu Zuberského kopce situována osada Zubří s řadou zachovalých roubených chalup lidového stavitelství, jihovýchodně od vrcholu (124°), asi 3,5 km vzdálená expozice Veselý Kopec, muzea v přírodě v Souboru lidových staveb Vysočina.

### Zeměpisný název
Zeměpisný název v základní mapě Česka označuje geografický objekt typu rozhledny pojmenované Zuberský vrch. Na severovýchod (70°), zhruba 530 m od vrcholu, na úbočí kopce vybudována mobilním operátorem v nadmořské výšce 615 m radiokomunikační věž 55 m vysoká, ve výšce 39 m s vyhlídkovou plošinou (otevřena v červnu 2004).

## Geomorfologie a přírodní poměry

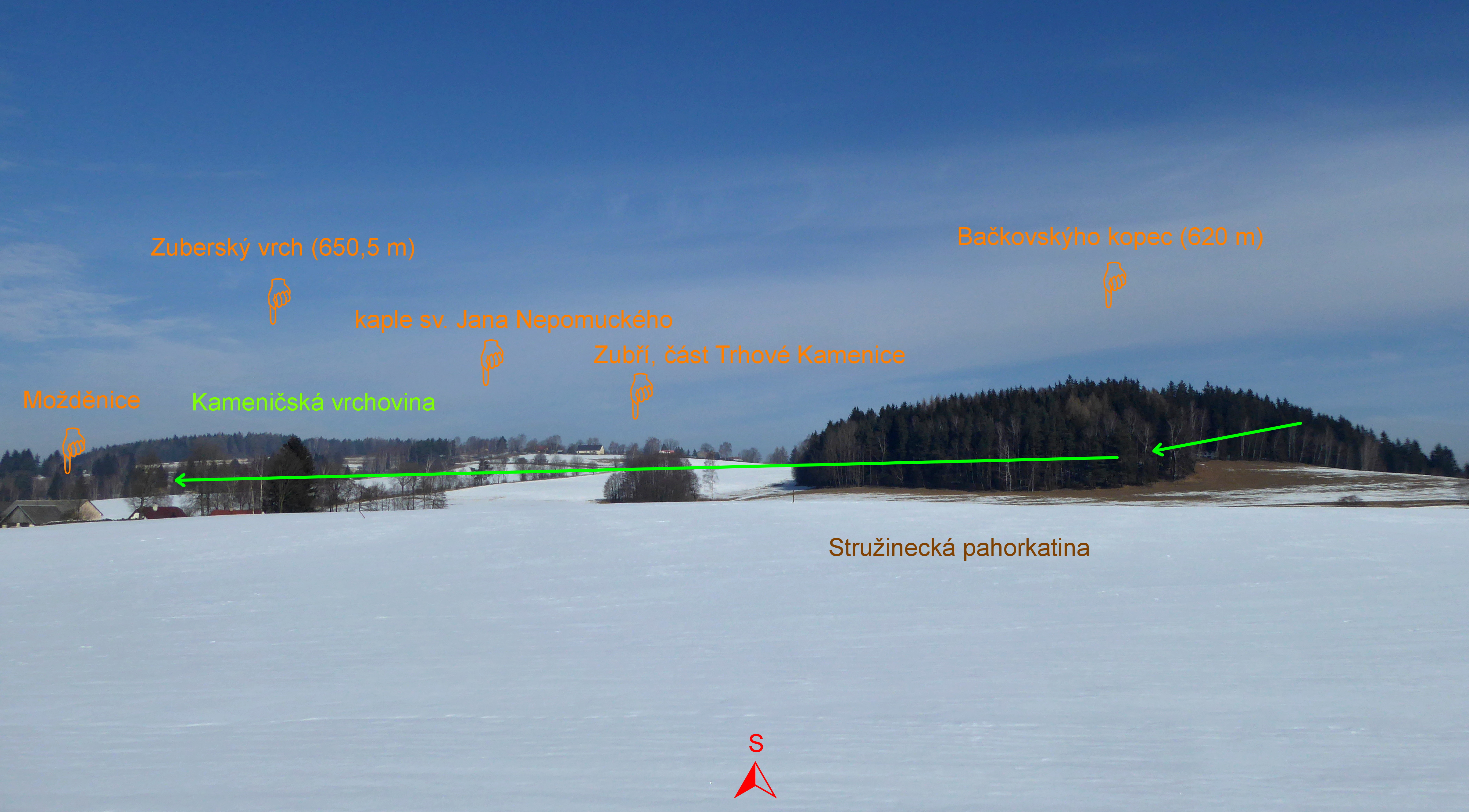
Situační pohled, rozhraní Kameničské vrchoviny a Stružinecké pahorkatiny, hranice geomorfologických okrsků pod Zuberským vrchem

V regionálním členění georeliéfu leží kopec na severovýchodním okraji hřbetu nad údolím řeky Chrudimky v Kameničské vrchovině, horopisně nejvyšším geomorfologickém okrsku Sečské vrchoviny. Hřbet vrchoviny se táhne nad Stružineckou pahorkatinou v mírném oblouku, zhruba mezi sídelními lokalitami Zubří – Křemenice – Horní Vestec, směrem k vrcholu Vestec (668 m n. m.), nejvyšším na území vymezeném chráněnou krajinnou oblastí, na jihozápadním okraji geomorfologického celku Železné hory.
K severovýchodu až jihu jsou svahy strmější, na severozápad pokračuje hřbet nad údolím řeky Chrudimky, například s vrcholy Zádušní (643 m) a Polom (649 m), směrem k obci Horní Bradlo.
Celou plochou je kopec součástí Chráněné krajinné oblasti Železné hory. Na jižních až západních svazích kopce na rozloze 29,16 ha v roce 1990 vyhlášena přírodní rezervace Zubří. V přírodní rezervaci zrašelinělé louky, tvorba mokřadů, také smilkové vřesoviště. Na úbočí kopce prameniště zdrojnic Dlouhého potoka, levostranného přítoku řeky Chrudimky pod Veselým Kopcem (asi 3,7 km od vrcholu).
Vrcholová část s lesní lokalitou (většinou smrkový porost s příměsí borovice, v něm trigonometrický bod s názvem U kapličky Zubří), loukami a zemědělsky obdělávanými poli, na mezích a v oblasti vyvýšeniny s kaplí sv. Jana Nepomuckého také náletové dřeviny (bříza aj.).

## Výstup na vrchol

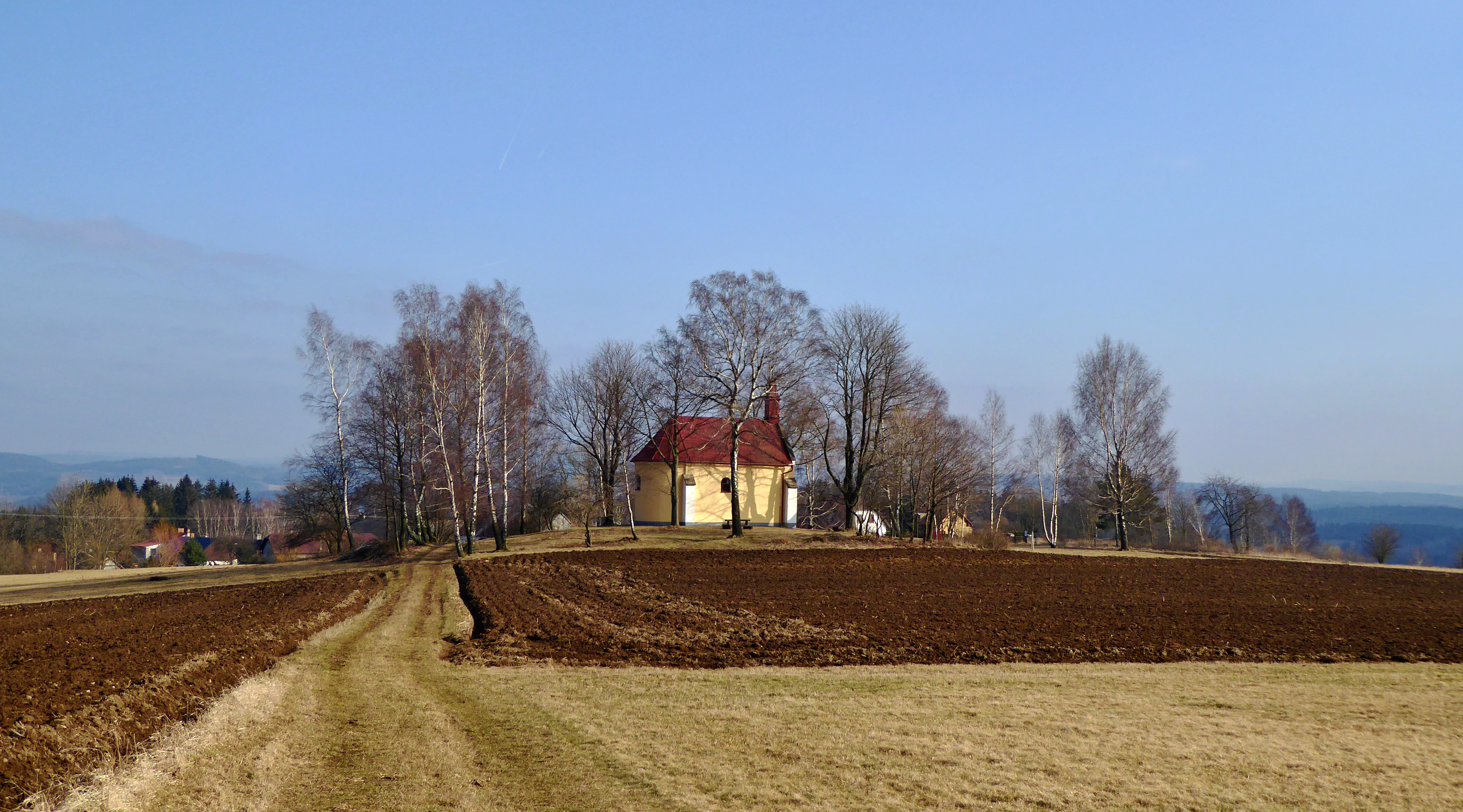
Vrcholová část Zuberského kopce, jihovýchodně od vrcholu na vyvýšenině kaple sv. Jana Nepomuckého z počátku 18. století

Do vrcholové části vedena zeleně značená turistická trasa Klubu českých turistů v úseku Trhová Kamenice – rozhledna Zuberský vrch – Zubří – Hluboká, v trase též vlastivědná stezka Krajem Chrudimky s informačním stanovištěm č. 14 – Zubří. Z vesnice Možděnice stoupá k vrcholu žlutě značená turistická trasa k rozcestníku „Zubří“ se zelenou trasou a vlastivědnou stezkou (informační tabule).
Zuberský vrch je uvedený s geografickými objekty typu vrcholu a rozhledny v turistické mapě Železné hory (mapový list 45), vydané Klubem českých turistů.
Od informační tabule přírodní rezervace Zubří (Suchá vřesoviště a louky na prameništích) vede neznačená polní cesta ke kapli sv. Jana Nepomuckého, od ní pokračuje přes plochou vrcholovou část Zuberského kopce a lesní lokalitou k silnici v úseku Trhová Kamenice – Hluboká (po silnici cyklistická trasa 1).
Na okraji lesní lokality nejvyšší vrchol terénu dle vrstevnicové mapy, polní cesta míjí také několik desítek metrů vzdálený trigonometrický bod s názvem U kapličky Zubří.

### Rozhledová místa
Z ploché vrcholové části na loukách rozhledové místo jižním směrem, ve výhledu v Kameničské vrchovině na úbočí kopce přírodní rezervace Zubří, v dálce na obzoru také vrch Vestec (688 m n. m.), významný bod Kameničské vrchoviny a nejvyšší vrchol na území vymezeném hranicemi Chráněné krajinné oblasti Železné hory. V dohledu lokality ve Stružinecké pahorkatině, částečně i vesnice Možděnice (část obce Vysočina), na jihovýchodě v Chráněné krajinné oblasti Žďárské vrchy.
Na jihovýchod od vrcholu původně barokní kaple sv. Jana Nepomuckého – kulturní památka,jedna z prvních kaplí zasvěcená (patrocinium) Janu Nepomuckému, jednomu z hlavních zemských patronů Čech, kaple dříve sloužila jako poutní (16. květen), několikrát stavebně obnovena, v roce 2017 fasáda. Kaple stojí na místě zbořené tvrze, která v tomto místě zaručovala daleký výhled a ochranu na obchodní stezce spojující Čechy a Moravu.
Částečně viditelná zástavba vesnice Zubří a dále od vrcholu část Rváčova, v dálce například v Kameničské vrchovině vrcholy Hradiště (682 m n. m.) a Přední Hradiště (693 m n. m.) nad Studnicemi (lokality v Chráněné krajinné oblasti Žďárské vrchy).
Směrem na západ až sever brání ve výhledu z vrcholu vzrostlé stromy lesní lokality, níže rozhledna Zuberský vrch, rozhled severním až jihovýchodním směrem – Trhová Kamenice a okolí, vrcholy a lokality Kameničské vrchoviny v Chráněné krajinné oblasti Železné hory a Stružinecké pahorkatiny v Chráněné krajinné oblasti Žďárské vrchy.